# Aérospatiale Gazelle
Aérospatiale Gazelle este un elicopter ușor, cu cinci locuri, propulsat de un singur motor cu turbină liberă. A fost proiectat și fabricat în Franța de firma Sud Aviation (ulterior, Aérospatiale). A fost de asemenea fabricat sub licență în Marea Britanie de Westland Aircraft, în Iugoslavia de SOKO și în Egipt de ABHCO.